# Стейкхолдер
Стейкхо́лдер (англ. stakeholder), также заинтересованная сторона, причастная сторона, участник работ, роль в проекте — лицо или организация, имеющая права, долю, требования или интересы относительно системы или её свойств, удовлетворяющих их потребностям и ожиданиям (ISO/IEC/IEEE 15288:2015, ISO/IEC 29148:2011:6).
Другие определения:
- Индивидуум, команда, организация или их группы, имеющие интерес в системе (ISO/IEC 42010)[3]:2.
- Люди, группы или организации, которые могут влиять на систему или на которых может повлиять система (OMG Essence)[4]:5.
- Лицо, группа или организация, которая может влиять, на которую могут повлиять или которая может воспринимать себя подвергнутой влиянию решения, операции или результата проекта[5]:30.
- Лицо или организация, которые могут воздействовать на осуществление деятельности или принятие решения, быть подверженными их воздействию или воспринимать себя в качестве последних (ISO 9000:2015)[6].

Стейкхолдеры обеспечивают возможности для системы и являются источником требований для системы:14.
Стейкхолдеров всегда на одного больше, чем вы знаете, а те, которых вы знаете, имеют минимум на одну потребность больше, чем вам сейчас известно.
В системной инженерии стейкхолдеры рассматриваются в контексте процесса принятия решений как люди или организации, зависящие от результатов принимаемых решений. Понимание того, кто является стейкхолдером по отношению к принимаемым решениям, должно быть установлено заранее. Очень часто этого не происходит — стейкхолдеры не определяются до принятия решений. Однако, как только решение будет объявлено или реализовано, все, кто хоть как-то был затронут этим решением, выскажут своё мнение:258.
По мнению А. И. Левенчука, для стейкхолдеров уместно использовать термин «роли в проекте».

## Взаимосвязь стейкхолдеров с другими сущностями инженерного проекта
На рисунке показано взаимодействие основных сущностей и объектов, встречающихся в проекте. Объекты сгруппированы между собой в области интересов.
Таким образом, стейкхолдер относится к области интересов клиента (англ. client), так как эта область содержит все, что касается использования и эксплуатации системы:13-14.

## Типы (группы) стейкхолдеров
Исчерпывающего списка типов (групп) стейкхолдеров не существует, так как для различных целевых систем они могут значительно отличаться. Можно привести примеры наиболее распространённых типов (групп) стейкхолдеров, которые упоминаются в стандартах (ГОСТ Р ИСО/МЭК 15288:2005, ISO/IEC 29148:2011, ГОСТ Р ИСО/МЭК 12207:2010, OMG Essence), Своде знаний по системной инженерии (SEBoK) и учебниках по системной инженерии:
- Приобретающая сторона, или покупатель (англ. acquirer) — организация или физическое лицо, которое приобретает или получает (англ. procures) продукт или услугу от поставщика[2]:3[1]:2[10]:177. Приобретающей стороной может быть: покупатель, заказчик, владелец, оптовый покупатель[11].
- Заказчик, или клиент (англ. customer) — организация или физическое лицо, получающее продукт или услугу[2]:4.
- Разработчик (англ. developer) — организация или физическое лицо, которое выполняет задачи разработки, включая анализ требований, проектирование, тестирование в течение всего жизненного цикла[2]:4[11].
- Поставщик (англ. supplier) — организация или физическое лицо, которое вступает в соглашение с приобретающей стороной на поставку продукта или услуги[1]:4[11].
- Пользователь (англ. user) — лицо или группа лиц, извлекающих пользу в процессе применения системы[1]:4[11].
- Производитель (англ. producer) — представитель, ответственный за выполнение работы[4]:227; лицо, ответственное за выравнивание расписания, бюджета и ограниченность ресурсов, чтобы удовлетворить клиента[10]:743.
- Сопровождающая сторона (мейнтейнер) — организация или физическое лицо, выполняющее поддержку системы на одном или нескольких этапах жизненного цикла[1]; организация, которая осуществляет деятельность по сопровождению[11].
- Ликвидатор (англ. disposer) — организация или физическое лицо, выполняющее ликвидацию (изъятие и списание) рассматриваемой системы и связанных с нею эксплуатационных и поддерживающих служб[1].
- Аккредитор, или инспектор (англ. accreditor) — организация или физическое лицо, выполняющее проверку системы на соответствие требованиям в процессе сдачи системы в эксплуатацию[8].
- Регулирующий орган (англ. regulatory bodies) — организация или физическое лицо, проверяющее систему на соответствие требованиям в процессе эксплуатации[8].
- Остальные — персонал поддержки (англ. supporters), инструкторы (англ. trainers), операторы (англ. operators) и другие.

## Идентификация стейкхолдеров по стадиям жизненного цикла
Каждая система имеет свои собственные стадии жизненного цикла, например, концептуальное проектирование, разработку, производство, внедрение, эксплуатацию и ликвидацию. Для каждой стадии определяется список всех стейкхолдеров, имеющих интерес (отношение) к будущей системе. Целью этого действия является рассмотрение точки зрения каждого стейкхолдера на всех стадиях жизненного цикла системы для утверждения полного набора потребностей стейкхолдеров, которые могут быть приоритизированы и преобразованы в требования стейкхолдеров. Примеры связи стейкхолдеров со стадиями жизненного цикла представлены в таблице 1.
| Стадии жизненного цикла                     | Примеры стейкхолдеров |
| ------------------------------------------- | --- |
| Инженерия (проектирование, анализ)          | Приобретающая сторона, потенциальные пользователи, отдел маркетинга, отдел разработки, орган по стандартизации, поставщики, отдел тестирования (верификация и валидация), система производства и др. |
| Разработка                                  | Приобретающая сторона, поставщики, проектировщики, команда по интеграции и др. |
| Передача в производство или в использование | Отдел по контролю качества, система производства, операторы и др. |
| Логистика и сопровождение                   | Вспомогательные сервисы, инструкторы, участники цепочек поставок и др. |
| Эксплуатация                                | Обычные пользователи, случайные пользователи и др. |
| Ликвидация                                  | Операторы, подтверждающий орган и др. |

## Степень учёта и вовлечения стейкхолдеров
Согласно предложениям OMG выделяются 6 состояний, в которых может находиться проект с точки зрения учёта, вовлечения и удовлетворённости стейкхолдеров:20-21:
- Определены (англ. Recognized) — стейкхолдеры были идентифицированы.
- Представлены (англ. Represented) — согласованы методы привлечения стейкхолдеров и назначены представители от каждой группы стейкхолдеров.
- Вовлечены (англ. Involved) — представители групп стейкхолдеров принимают активное участие в работе и выполняют свои обязанности.
- В согласии (англ. In agreement) — представители стейкхолдеров находятся в согласии.
- Удовлетворены для развёртывания (внедрения) (англ. Satisfied for deployment) — достигнуты минимальные ожидания представителей стейкхолдеров.
- Удовлетворены использованием (англ. Satisfied in use) — система удовлетворяет или превышает минимальные ожидания стейкхолдеров.

Для оценки текущего состояния проекта с точки зрения учёта, вовлечения и удовлетворённости стейкхолдеров предлагаются следующие контрольные списки:
| Состояние                                   | Контрольный список |
| ------------------------------------------- | --- |
| Определены                                  | □ Идентифицированы все группы стейкхолдеров, которые на данный момент или в будущем будут затронуты разработкой и функционированием системы. □ Есть соглашение, какие группы стейкхолдеров должны быть представлены. Как минимум, учтены группы стейкхолдеров, которые финансируют, используют, поддерживают и обслуживают систему. □ Определены ответственности представителей стейкхолдеров. |
| Представлены                                | □ Представители стейкхолдеров согласились выполнять свои обязанности. □ Представители стейкхолдеров уполномочены выполнять свои обязанности. □ Согласован подход к обеспечению сотрудничества среди представителей стейкхолдеров. □ Представители стейкхолдеров поддерживают и уважают технологию работы команды. |
| Вовлечены                                   | □ Представители стейкхолдеров помогают команде в соответствии со своими обязанностями. □ Представители стейкхолдеров обеспечивают обратную связь и принимают участие в принятии решений своевременно. □ Представители стейкхолдеров быстро сообщают об изменениях, которые имеют значение для их групп стейкхолдеров. |
| В согласии                                  | □ Представители стейкхолдеров пришли к согласию по минимальным ожиданиям от предстоящего внедрения новой системы. □ Представители стейкхолдеров довольны своим участием в работе. □ Представители стейкхолдеров согласны, что команда ценит и уважает их вклад в работу. □ Члены команды согласны, что представители стейкхолдеров ценят и уважают их вклад в работу. □ Представители стейкхолдеров согласны с тем, как уравновешены их приоритеты и точки зрения, чтобы дать ясные указания для команды. |
| Удовлетворены для развёртывания (внедрения) | □ Представители стейкхолдеров обеспечивают обратную связь с точки зрения их групп стейкхолдеров. □ Представители стейкхолдеров подтверждают, что система готова для развёртывания (внедрения). |
| Удовлетворены использованием                | □ Стейкхолдеры используют новую систему и предоставляют обратную связь об их опыте. □ Стейкхолдеры подтверждают, что новая система соответствует их ожиданиям. |

## Роль стейкхолдеров в процессах организационного обеспечения проектов
Организационное обеспечение проекта состоит из управления возможностями организаций поставлять и приобретать продукты и услуги через поддержку, инициализацию и управление проектами. Это обеспечение поставляет ресурсы и инфраструктуру, необходимые для содействия проектам и гарантирует исполнение организационных целей и действующих соглашений. Оно не претендует на звание совокупности деловых процессов, составляющих управление деловой деятельностью организации.

### Роль стейкхолдеров в управлении портфелем проектов
В стандарте ГОСТ Р ИСО/МЭК 12207:2010 (ISO/IEC 12207:2008) отмечено, что в механизме управления изменениями контракта необходимо отразить роли и ответственность руководства, уровень формализации заявок на предложенные изменения и дополнительных переговоров по контракту, а также связи со стейкхолдерами.
В результате успешного управления портфелем проектов:
- уточняются, расставляются по важности и выбираются возможности, инвестиции или потребности деловой сферы с учетом рисков;
- определяются и распределяются ресурсы и денежные средства для каждого проекта;
- изменяются или ликвидируются проекты, не удовлетворяющие условиям соглашения или запросам стейкхолдеров;
- формулируются полномочия и ответственность руководства проектом;
- оказывается помощь проектам, удовлетворяющим условиям соглашения и требованиям стейкхолдеров[11].

### Роль стейкхолдеров в управлении качеством
Организации необходимо выполнять периодические ревизии планов обеспечения качества проектов. Для каждого проекта устанавливаются различные цели в области качества, которые в свою очередь основываются на требованиях стейкхолдеров.
Назначение ревизии заключается в поддержке общего со стейкхолдерами понимания развития относительно целей соглашения и того, что именно требуется сделать для помощи в обеспечении разработки продукта, удовлетворяющего стейкхолдеров. Ревизии применяются как в процессе управления проектом, так и на техническом уровне и проводятся в течение всей жизни проекта.

### Роль стейкхолдеров в управлении рисками
Все части процесса управления рисками должны быть формализованы и документированы. Формализация и документирование процесса управления рисками содержат описание категорий риска, перспектив стейкхолдеров и описание (возможно посредством ссылки) технических и управленческих задач, допущений и ограничений.
Необходимо устанавливать и поддерживать профиль рисков, каждая запись которого должна содержать важность риска. Важность определяется критериями риска, предоставленными стейкхолдерами.
Сущность соответствующего профиля рисков должна периодически сообщаться стейкхолдерам в зависимости от их потребностей, так как профиль рисков может изменяться в случае обновления отдельного состояния риска.
Стейкхолдерам необходимо предоставлять рекомендованные альтернативы обработки риска в требованиях на действия по отношению к риску. Если стейкхолдеры решают, что следует предпринять действия для того, чтобы сделать риск оптимальным, то должна быть реализована альтернатива обработки риска. Если стейкхолдеры принимают риск, который превышает максимальное значение, то этот риск должен рассматриваться как высоко приоритетный и постоянно контролироваться для определения необходимых будущих действий по его обработке.

## Роль стейкхолдеров в технических процессах
Технические процессы используются для формулирования требований к системе, модификации этих требований в эффективный продукт, позволяющий осуществлять, при необходимости, устойчивое повторное производство этого продукта, использовать его для обеспечения требуемых услуг, поддерживать обеспечение этими услугами и ликвидировать продукт, когда он изымается из обращения:19.
Технические процессы определяют содержание работ, которые позволяют в рамках задач предприятия и проекта увеличить прибыли и минимизировать риски, возникающие в процессе принятия технических решений и осуществления соответствующих действий.

### Роль стейкхолдеров в процессе определения требований
В стандарте о процессах жизненного цикла программных систем задача определения требований стейкхолдеров формулируется следующим образом: определение требований к системе, выполнение которых может обеспечивать предоставление услуг, необходимых пользователям и другим стейкхолдерам в заданной среде применения. Этот процесс позволяет определять стейкхолдеров или классы стейкхолдеров, связанных с системой на протяжении всего её жизненного цикла. Кроме того, выделяются их потребности и пожелания. В процессе потребности и пожелания анализируются и модифицируются в общую совокупность требований стейкхолдеров, описывающих желаемое поведение системы в процессе взаимодействия со средой применения. Относительно этой совокупности каждая предоставляемая услуга подвергается валидации для подтверждения того, что система полностью удовлетворяет заявленным требованиям.
Результатами успешного осуществления процесса определения требований стейкхолдеров являются:
- требуемые характеристики и условия использования услуг;
- формализованные ограничения для системных решений;
- возможность прослеживания от требований стейкхолдеров к стейкхолдерам и их потребностям;
- документированная основа для определения системных требований;
- основа для валидации соответствия услуг;
- сформированная основа для ведения переговоров и заключения соглашений о поставке услуги или продукции.

Процесс идентификации стейкхолдеров можно сформулировать как идентификацию стейкхолдеров или классов стейкхолдеров, имеющих интерес к системе в процессе её жизненного цикла. Если непосредственная коммуникация невозможна, выбираются представители стейкхолдеров.
Процесс идентификации требований состоит из решения следующих задач:
1. Необходимо определить требования стейкхолдеров проекта. Требования стейкхолдеров могут проявляться в виде потребностей, пожеланий, требований, ожиданий или ограничений. В стандартах по качеству программных продуктов описывается модель качества продукции и требования к качеству, которые играют большую роль в определении требований стейкхолдеров[12][13]. Приобретающая сторона, а также возможности пользователей могут накладывать некоторые ограничения на систему, которые должны быть учтены в требованиях стейкхолдеров наряду с потребностями и пожеланиями. Для измерения и оценки требований ключевых стейкхолдеров рекомендуется устанавливать показатели результативности.
2. Вследствие существующих организационных и технических решений возникают ограничения для системы. В проекте необходимо определить ограничения системы.
3. Последовательность видов деятельности, бизнес-процессы определяются для установления рабочих сценариев и сценариев поддержки в условиях применения системы. Это необходимо для идентификации невыявленных требований, то есть требований, формально не заданных стейкхолдерами. При помощи рабочих сценариев и сценариев поддержки анализируются условия использования системы, необходимые для последующего проектирования.
4. На этапе реализации необходимо учесть возможности и способности пользователей системы, а, следовательно, и накладываемые ограничения.
5. В проекте необходимо учесть возможные неблагоприятные воздействия использования системы на здоровье и безопасность человека. Для этого устанавливаются определённые требования к здоровью, безопасности, окружающим условиям, защищённости и другим свойствам[11].

Спецификация или продукт (версия системы), которые были официально рассмотрены и согласованы с тем, чтобы впоследствии служить основой для дальнейшего развития, и которые могут быть изменены только посредством официальных и контролируемых процедур изменения:2. Часто употребляется как «базис», «утверждённая версия», «сданная в архив версия».
В проекте необходимо совместно со стейкхолдерами определять корректность выражения их требований. Для этого необходимо обеспечить обратную связь от разработчиков к стейкхолдерам, чтобы гарантировать правильное понимание устанавливаемых требований. Также необходимо обсуждать и достигать согласия по противоречивым и неосуществимым требованиям стейкхолдеров. В проекте должны регистрироваться требования стейкхолдеров в форме, приемлемой для управления требованиями в течение жизненного цикла и за его пределами. Эти записи устанавливают базовую линию требований стейкхолдеров и сохраняют информацию об изменениях в потребностях и их происхождении в течение жизненного цикла системы.
В проекте должен прослеживаться источник возникновения потребностей от требований стейкхолдеров. Требования стейкхолдеров проверяются в моменты принятия ключевых решений в процессе жизненного цикла для гарантии того, что учитываются любые изменения потребностей.
Ограничения в системе могут возникать в результате:
- примеров или областей решений, определённых стейкхолдерами;
- реализации решений, принятых на более высоком уровне системной иерархии;
- требований по использованию определённых обеспечивающих систем, ресурсов и штатного персонала[11].